# Wasunger Krieg

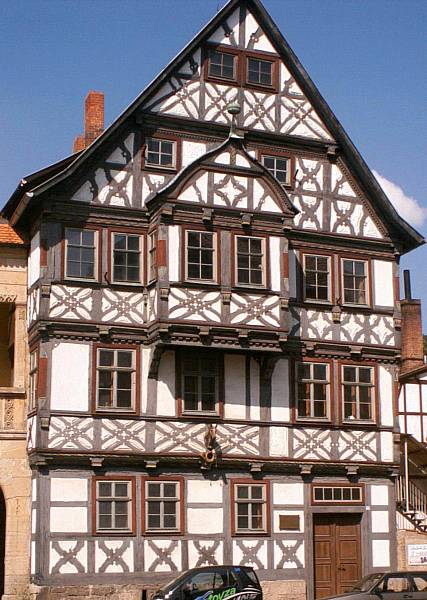
Die Alte Posthalterei war Ausgangspunkt des Krieges

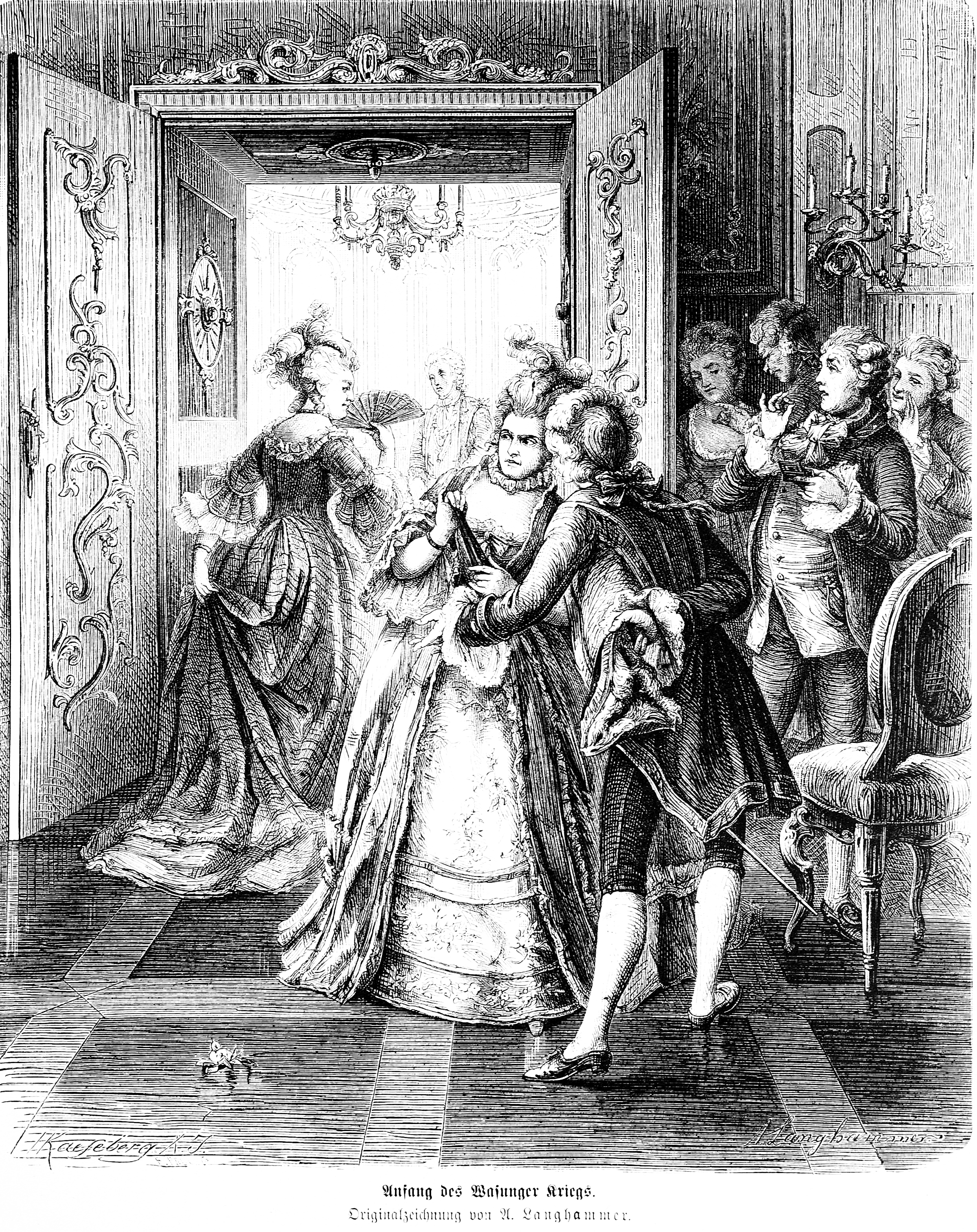
Anfang des Wasunger Kriegs – Illustration in der Zeitschrift Die Gartenlaube (1876)

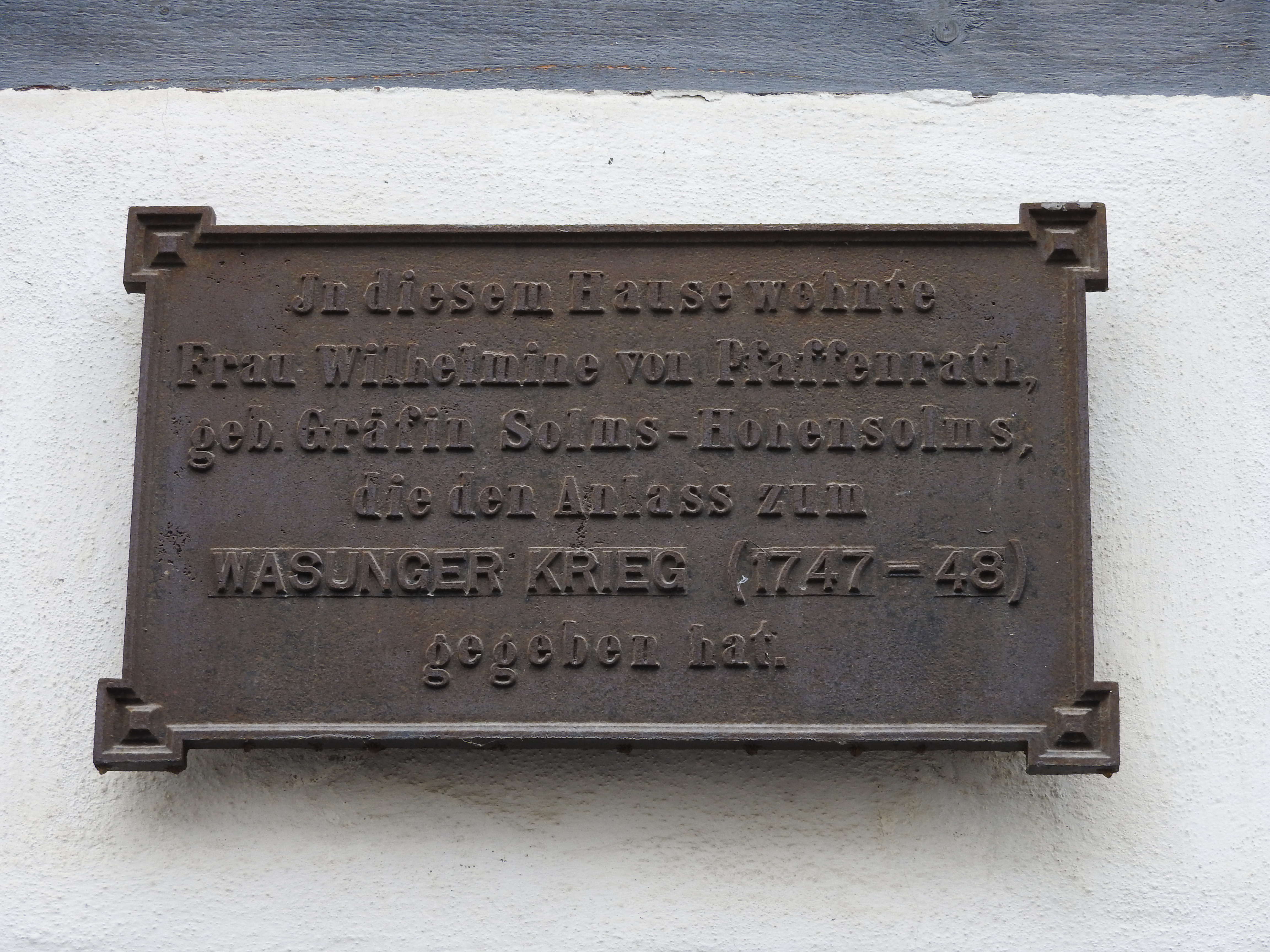
Tafel an der Alten Posthalterei in Meiningen

Als Wasunger Krieg wird eine kriegerische Auseinandersetzung zwischen den beiden Ernestinischen Herzogtümern Sachsen-Gotha-Altenburg und Sachsen-Meiningen aus den Jahren 1747 und 1748 bezeichnet.
Im Verlauf des „Krieges“ wurde die heute im Bundesland Thüringen gelegene, damals zu Sachsen-Meiningen gehörende Kleinstadt Wasungen von gothaischen Truppen besetzt, so erklärt sich der Name des Konfliktes. Der operettenhaft bizarre „Krieg“ zwischen zwei thüringischen Duodezfürstentümern und ihren eng miteinander verwandten Herrschern ging als eine der bemerkenswertesten Auswüchse der deutschen Kleinstaaterei im 18. Jahrhundert in die Geschichte ein.

## Die Vorgeschichte des Konfliktes
Die Ursachen des Konfliktes lagen in internen Streitigkeiten innerhalb des Herrscherhauses von Sachsen-Meiningen, in die sich aus Eigennutz einige andere ernestinische Herrscher in Thüringen, besonders Herzog Friedrich III. von Sachsen-Gotha-Altenburg einmischten.
In Sachsen-Meiningen war 1706 Herzog Bernhard I. verstorben, der bei seinem Tode drei männliche Nachkommen hinterließ. Allerdings war die Nachfolgeregelung etwas unklar. Bernhard I. hatte seinem Haus die Primogenitur ausdrücklich versagt, andererseits aber testamentarisch die Unteilbarkeit seines Herzogtums festgeschrieben. Deshalb mussten sich die drei Brüder die Herrschaft teilen und besonders der jüngste, Herzog Anton Ulrich, ging energisch gegen jeglichen Versuch seiner älteren Brüder vor, ihn aus seinen Rechten zu drängen, was für viel Streit am Meininger Hof sorgte. Dazu kam, dass Anton Ulrich 1727 eine Bürgerliche geheiratet hatte, mit der er zehn Kinder zeugte.
Anton Ulrich versuchte nun, die Kinder aus dieser morganatischen Ehe für erbberechtigt erklären zu lassen. Er konnte dabei auch zunächst einen Erfolg erringen, als Kaiser Karl VI. Frau und Kinder des Herzogs in den Reichsgrafenstand erhob. Dies wiederum missfiel nun Friedrich III. von Sachsen-Gotha-Altenburg, denn dieser hoffte schon darauf, dass die Meininger Linie ohne erbberechtigte Kinder aussterben würde; bei der dann fälligen Aufteilung von Sachsen-Meiningen unter den anderen ernestinischen Teillinien wäre ein Großteil des Herzogtums an Sachsen-Gotha-Altenburg gefallen. Kaiser Karl VI. war inzwischen gestorben, der neue Kaiser Karl VII. stand den Belangen des Meiningers nicht so aufgeschlossen gegenüber und Friedrich III. erreichte es wirklich, dass die Kinder Anton Ulrichs 1744 für nicht „suksessionsfähig“ erklärt wurden. Im gleichen Jahr starb die bürgerliche Ehefrau Anton Ulrichs.
Nach dem Tode seines älteren Bruders 1746 bestieg Anton Ulrich – im Alter von 59 Jahren – den Thron in Meiningen, als Witwer und ohne erbberechtigte Kinder. Aus dem Streit um das Erbrecht seiner Kinder hatte sich eine tiefe persönliche Feindschaft zwischen ihm und Friedrich III. von Sachsen-Gotha-Altenburg entwickelt.

## Der Anlass
Der Anlass des Krieges war dagegen äußerst banal. Am Meininger Hof hatte sich ein Streit zwischen zwei Hofdamen, der Frau des Landjägermeisters, Christiane Auguste von Gleichen und der Wilhelmine Amalie Pfaffenrath, einer geborenen Gräfin von Solms-Hohensolms, entwickelt, wer den Vortritt bei Hof habe. Herzog Anton Ulrich griff in den Streit ein, indem er Frau von Gleichen und ihre Familie mit harten Willkürmaßnahmen drangsalierte. Diese rief daraufhin das Reichskammergericht an, das ein gegen den Herzog gerichtetes Urteil erließ, das dieser jedoch nicht anerkannte. Dies wiederum verschaffte Friedrich III. von Sachsen-Gotha und Altenburg den Vorwand, mit seinen Truppen in Sachsen-Meiningen einzumarschieren und die Stadt Wasungen zu besetzen, um der Entscheidung des Reichskammergerichts Nachdruck zu verschaffen.

## Verlauf und Ergebnis
Es kam zu einigen eher operettenhaften militärischen Operationen beider Seiten, bei denen ein Meininger Leutnant fiel. 1748 musste Friedrich III. seine Truppen wieder aus Sachsen-Meiningen zurückziehen, als der Wasunger Streit gegenüber einem neuen Streit unter den Ernestinern, diesmal um die Regentschaft über den minderjährigen Ernst August II. Konstantin in Sachsen-Weimar-Eisenach, an Bedeutung verlor. Der Streit zwischen Sachsen-Meiningen und Sachsen-Gotha-Altenburg wurde schließlich mit preußischer Vermittlung beigelegt.
Herzog Anton-Ulrich heiratete 1750 die 43 Jahre jüngere Charlotte Amalie von Hessen-Barchfeld und zeugte in den letzten zwölf Jahren seines Lebens noch acht – nun erbberechtigte – Kinder. Als spätere Regentin ging Charlotte Amalie mit straffen Reformen und Sparmaßnahmen für das wirtschaftlich und finanziell zerrüttete Land als Retterin des Herzogtums in die Geschichte ein.